# 10271 Dymond
10271 Dymond eller 1980 TV2 är en asteroid i huvudbältet som upptäcktes den 14 oktober 1980 av de båda belgiska astronomerna Henri Debehogne och Léo Houziaux vid Haute-Provence-observatoriet. Den är uppkallad efter amatörastronomen Garrett Dymond.
Asteroiden har en diameter på ungefär 4 kilometer.